# Казембек Олександр Касимович
Олександр Касимович Казем-Бек, Мирза Казим-Бек (1802–1870) — російський вчений-сходознавець, перший декан Факультету східних мов Санкт-Петербурзького університету (нині Східний факультет СПбДУ). Іноді називається одним з організаторів російського сходознавства. На думку відомого російського сходознавця й іраніста В. В. Григор'єва, Казем-Бек був одним з тих, хто поставив вивчення Сходу в Росії на наукові, академічні рейки, вивів російську науку про Схід на рівень, який не поступався європейському, а часом і перевершував досягнуте сходознавцями Західної Європи. Олександр Казем-Бек «поєднував у собі європейську вченість із вченістю східної» (академік А. Н. Кононов). Казем-Бек досконало говорив і писав перською, азербайджанською, російською, татарською, турецькою, арабською, англійською, французькою мовами, володів також німецькою та староєврейською мовами.
Блискуча освіта, природна обдарованість, широкий кругозір дозволили вченому з рівним успіхом займатися і перекладами пам'ятників, і дослідженнями, лінгвістичними та поетичними сюжетами, описом рукописів і мусульманським законознавством. Наукова спадщина Казем-Бека величезна і різноманітна. До цих пір зберігають своє значення для науки праці вченого в галузі тюркології, історії та релігієзнавства Ірану. Великі заслуги Казем-Бека, який «мав темперамент ініціатора і керівника» (В. В. Бартольд), в становленні університетського сходознавства в Петербурзі, в заохоченні талановитих студентів та молодих вчених.
Син відомого мусульманського богослова і законознавця, він у 1823 році прийняв християнство пресвітеріанського віросповідання від шотландських місіонерів, отримавши ім'я Олександр. Цей вкрай незвичайний вчинок для мусульманина спричинив конфлікт з батьками. Не маючи навіть університетського диплома, Казем-Бек, який викладав східні мови в Казані, був у віці 26 років обраний дійсним членом Королівського Азійського суспільства в Лондоні, а через 2 роки, написавши перською мовою роботу про арабську філологію, отримав ступінь магістра східної словесності. До кінця життя вчений мав звання члена-кореспондента Російської академії наук і почесного доктора східної словесності.

## Ранні роки
Мірза Мухаммед Алі Казем-бек народився 22 липня 1802 в місті Решт в Персії, де його батько хаджі Мухаммед Касим Казем-бек знаходився у службових справах. У різних джерелах національна приналежність Олександра Казем-бека вказана як азербайджанець, перс (в дореволюційній Росії персами називали азербайджанців) або «татарського походження» (в дореволюційній Росії татарами називали також азербайджанців).
Дід Казембека був міністром фінансів та піклувальником народного продовольства при Фатали-хані кубинському. Батько Казембека Гаджи Касим народився і жив в Дербенті. Наприкінці XVIII століття він переселився до Ірану. Там Гаджи Касим вивчав мусульманське законознавство, здійснив кілька паломницьких подорожей в Аравію, зокрема в Мекку і Медину. Будучи в Ірані, в 1801 році Гаджи Касим одружився з Шараф Нісою, донькою Рештського губернатора Мір Багір хана, від цього шлюбу народився майбутній вчений Мірза Мухаммед Алі Казем-Бек. Після приєднання Кубинського ханства до Росії Гаджи Касим вирішив повернутися на батьківщину в Дербент і в 1810 році викликав сім'ю з Ірану. Батько Казем-бека згодом був призначений на посаду шейх уль-ісламу в Дербенті.
Початкову освіту Мухаммед Алі отримав вдома у батька. Крім останнього, освітою Мухаммеда Алі займалися по арабській граматиці Молла Абдул Азіз Хіскенджа, по схоластичній філософії, мусульманському законознавству та юриспруденції — відомий у той час правник Шейх Мухаммед Бахрейн. Мухаммед Алі швидко і з легкістю освоїв мусульманські закони, вивчив фарсі, арабську та турецьку мови. У 1819 році, в 17 років Казем-Бек написав арабською свою першу працю: «Досвід граматики арабської мови». У 1820 році пише шаради «Муамма ва Лугаз» арабською та перською мовами.
Батько, вгледівши в Мухаммеді Алі свого наступника, надавав великого значення освіті сина і припускав відправити його для вдосконалення в «мусульманських» науках в Персію і Аравію. Однак цьому наміру батька не судилося збутися. У 1820 році Мухаммеда Касима запідозрили у відносинах з дербентським Ших Алі-ханом, що ховався в Аварії. Він був усунений з посади шейх ул-ісламу, відданий суду і засланий на поселення в Астрахань.
Ще юнаком Казем-Бек познайомився в Дербенті з шотландськими християнськими місіонерами, знайомими його батька. Як писав згодом сам вчений, він брав участь у бесідах з ними, вів багатослівні суперечки, намагаючись вселити їм «істину ісламу і вивести їх з омани». Прагнучи зрозуміти сутність християнства, Казем-Бек почав вивчати єврейську та англійську мови. У 1821 році Мухаммед Алі прибув до Астрахані на побачення з опальним батьком, сподіваючись звідти все ж потрапити до країн Сходу і завершити свою освіту. Однак тут йому належало знову зустрітися з місіонерами і «пуститися знову в змагання з ними». Після тривалої внутрішньої боротьби Казем-Бек прийняв християнство.
З тих пір вчений всюди називав себе подвійним ім'ям і підписувався як «Мірза Олександр Казем-Бек». Казем-Бек оселився у місіонерів в Астрахані, допомагаючи їм в перекладах священних книг на східні мови. За роки життя у місіонерів Казем-Бек вивчив європейські науки і досконало опанував європейські мови. У 1825 році йому було запропоновано відвідати Англію з метою завершення освіти. Проте царський уряд не дозволив цю поїздку. Угледівши можливість використання Казем-Бека англійцями у своїх корисливих цілях, йому запропонували посаду перекладача в МЗС. Але це призначення було невдовзі скасовано: імператорським указом Казем-Бек був призначений з 25 серпня 1825 року в посаду вчителя татарської мови в Омському Азійському училищі (за іншими даними — Омський кадетський корпус).

## У Казані
На початку 1826 Казем-Бек, по дорозі до нового місця призначення в Омськ, прибув до Казані. Тут він змушений був затриматися в зв'язку з хворобою, і познайомився з ректором Казанського університету, професором К. Ф. Фуксом. Той запропонував молодому викладачу залишитися в Казані і вести заняття в 1-й Казанській гімназії арабською і перською мовами. 30 січня 1826 Казем-Бек почав свою педагогічну діяльність в гімназії. За відгуками сучасників, викладав він «з особливою старанністю без всякої відплати за труди». У липні 1826 відділення словесних наук Казанського університету влаштувало випробування зі східних мов для Казем-Бека, після якого ректор К. Ф. Фукс просив МЗС звільнити його зі служби і дозволити переведення. 31 жовтня того ж року М. Казем-Бек був призначений в університет на посаду лектора (старшого викладача) арабської і перської мов.
Отримавши посаду лектора в університеті, Казем-Бек продовжував викладання східних мов в 1-й Казанській гімназії. Пізніше він склав методичний посібник і програму для викладачів арабської, перської та турецько-татарської мов гімназії, яка отримала високу оцінку Академії наук і схвалення міністром народної освіти. Ця праця Казем-Бека була видана в Казані в 1836 році. Східні мови викладалися за програмами Казем-Бека багато років як в Казані, так і в Астрахані і Тифлісі. Це було новим словом в науці та методиці викладання того часу.
У 1828 році в Казанському університеті була заснована Кафедра турецько-татарської мови, яку очолив Казем-Бек. З тих пір він викладає в університеті 4 мови: арабську, перську, турецьку й татарську; посилено займається науковою роботою. У 1830 році Казем-Бек був представлений до звання ад'юнкта. У 1831 році вчений написав перською мовою твір «Погляд на історію мови та словесності арабської». На підставі відгуків про цю роботу Міністерство народної освіти затвердило Казем-Бека в ступені магістра та званні ад'юнкта східної словесності. У 1829 році він, вже відомий в Європі вчений-сходознавець, був обраний членом Великобританського Королівського Азійського суспільства, а 13 грудня 1835 — членом-кореспондентом Російської академії наук. У 1836 році Казем-Бек був проведений у екстраординарні професори Казанського університету, в 1837 році обраний ординарним професором Кафедри турецько-татарської мови. 31 жовтня 1845 М. Казем-Бек був обраний деканом першого відділення філософського факультету Казанського університету.
Як виявляється з інших звітів, вчений пояснював студентам старших курсів турецько-татарську граматику «по своєму твору», передбачивши тим самим курси теоретичної граматики тюркських мов, які й понині читаються в ряді університетів Росії. На лекціях і практичних заняттях Казем-Бек читав зі студентами добірки середньовічних тюркомовних творів, «вправляв їх у читанні константинопольських і олександрійських газет, перекладах на турецьку мову і читав історію турецької літератури та історію освіти на Сході за своїми записками». У 1846 році Казем-Бек перейшов на Кафедру арабської і перської мов, при цьому завідувачем турецько-татарської кафедрою був затверджений учень і співробітник Казем-Бека, відомий тюрколог, а згодом біограф Казем-Бека, І. Н. Березін (1818–1896) .
Викладання Казем-Бека, за відгуком Березіна, «відрізнялося надзвичайною ясністю, і для допитливого слухача цей професор мав невичерпний запас знань з усіх галузей сходознавства». Біограф зазначав, що основний фонд знань вченого «складали відомості, набуті ним в східній школі, і вже на цю основу лягла тканина європейської науки». У цьому була своєрідність і унікальність російського сходознавця, який виховав в Казані безліч учнів, таких як Н. І. Березін, історик мусульманського Сходу, іраніст і тюрколог, і Н. І. Ільмінскій (1822–1891), арабіст і тюрколог, відомий мандрівник по Сходові, видавець пам'ятників тюркської писемності («Бабур-наме» і ін.) і мовознавець.
Є підстави стверджувати, що професор Казем-Бек готував Л. М. Толстого до вступних іспитів до Казанського університету. Майбутній письменник зобов'язаний був здати ці іспити для вступу на східний розряд 1-го Філософського факультету Університету в 1844 році і здав їх відмінно. Згодом Толстой перейшов на Юридичний факультет, де «навчався з успіхами».
У казанський період науково-педагогічної діяльності Казем-Бека було видано ряд східних джерел, які висвітлюють історію Росії: «Ассеб ас-Сейяре, або сім планет, що містять історію кримських ханів» (1835), «Про взяття Астрахані в 1660 році кримськими татарами» та ін. Казем-Бек був піонером вивчення в Росії історії стародавніх уйгурів, написавши, на основі східних джерел, «Дослідження про уйгурів», опубліковане в 1841 році. У 1839 році в Казані видана «Граматика турецько-татарської мови», що стало великою подією у тюркології. Це був перший у світі досвід викладу граматики тюркських мов в порівняльному плані, де факти фонетики, морфології та синтаксису османсько-турецької мови наводяться в порівнянні з фактами «татарських» мов (азербайджанської, а також мови татар казанських, сибірських, оренбурзьких). Третя частина праці, присвячена «словосочіненію» (тобто синтаксису) тюркських мов, була новаторською і набагато перевершила аналогічні розділи граматик західноєвропейських вчених того часу. У 1846 році вийшло друге видання твору під назвою «Загальна граматика турецько-татарської мови, збагачена багатьма новими філологічними дослідженнями автора». Це видання було перекладено на німецьку мову відомим орієнталістом Теодором Ценкером (Лейпциг, 1848).
Твір Казем-Бека був удостоїн Демидівської премії — найбільш почесної наукової нагороди Росії того часу. Граматика Казем-Бека в обох виданнях — російською та німецькою — широко використовувалася для викладання тюркських мов, як в Росії, так і в Західній Європі, аж до появи граматики французької, сходознавця Жана Дені в 1921 р. (А. О. Черняєвській і С. Г. Велібеков відзначають, що в правилах правопису вони керувалися головним чином «Граматикою турецько-татарської мови» Мірзи Казембека)
26 серпня 1848 Міністерство освіти, у зв'язку з виходом на пенсію професора М. Д. Топчібашева, ухвалило рішення про переведення Казем-Бека в Санкт-Петербурзький університет, на звільнене місце завідувача кафедри перської словесності.
Відомий російський сходознавець, доктор історичних наук Борис Мойсейович Данциг, високо оцінюючи діяльність Казем-Бека казанського періоду зазначає: «творцем казанської школи орієнталістів по праву повинен вважатися О. К. Мірза Казем-Бек».

## У Санкт-Петербурзі
30 жовтня 1849 Казем-Бек разом з родиною прибув у Петербург. 26 серпня 1850 року Казем-Беку за «старанність в освіті студентів Санкт-Петербурзького університету з кавказьких вихованців» було оголошене монарше благовоління. 29 березня 1851 ординарний професор Казем-Бек «за відмінно-старанне і успішне виконання покладених на нього понад посади доручень» був нагороджений орденом Святого Володимира 3-го ступеня. 25 грудня 1852 професор Казем-Бек став дійсним статським радником.
На посаді професора перської мови в Петербурзі вчений став гарячим прихильником ідеї про «централізації сходознавства» в Росії. Ця ідея була втілена у 1854 році царським указом про реорганізацію Санкт-Петербурзького університету і відкриття в ньому Факультету східних мов, з метою зосередження вивчення і викладання східних мов в Росії. Одночасно скасовувалися підрозділи, де вивчалися східні мови, в інших російських університетах. 20 квітня 1855 професору Казем-Беку височайше було дозволено прийняти і носити подарований йому шахом Перським орден Лева і Сонця 1-го ступеня. Факультет східних мов був відкритий 27 серпня 1855 і першим деканом його став Олександр Казем-Бек.
В останній, петербурзький період свого життя і діяльності Казем-Бек був професором перської мови та історії Персії на очолюваному ним факультеті. За відгуками сучасників, його мовні заняття мали переважно практичний характер, були спрямовані на оволодіння живою перською мовою, правильною вимовою при читанні і розмові, на відпрацювання навичок усного перекладу. З перших років перебування на посту декана Казем-Бек відстоював ідею створення на Факультеті особливої Кафедри історії Сходу. Кафедра була відкрита згідно Статуту Університету 1863-го року. У 1858 році Казем-Бек, що розійшовся в поглядах з більшістю професорів (щодо завдань факультету), пішов з посади декана, поступившись нею арабісту і тюркологу А. О. Мухлінскому (1808–1877). Однак Мухлінскій не виявив на цій посаді достатньої ініціативи, і на виборах в 1866 року деканом Факультету східних мов був знову обраний професор Казем-Бек, що залишався на цій посаді до самої своєї смерті 27 листопада 1870.
Як керівник Факультету, Казем-Бек всіляко сприяв відрядженню обдарованих студентів та випускників-магістрів в країни Сходу. Він прагнув використовувати для цього будь-які можливості. «… Дослідження Сходу, — стверджував він, — більш всіх інших галузей науки потребує особистого, хоча б короткочасного ознайомлення його дослідників з місцевими його мовами і звичаями. Чотирьох- чи п'ятирічні заняття молодих людей в університеті східними мовами, навіть і при існуючих способах, не можуть посунути так далеко їх знань, як короткочасне перебування їх на самому Сході».
У Петербурзі Казем-Бек продовжував активну наукову діяльність; публікував роботи як по тюркології, так і з історії Сходу і його релігій. У 1854 році видана праця практичної спрямованості: «Навчальні посібники для тимчасового курсу турецької мови». Робота складалася з короткого граматичного нарису турецької мови; хрестоматії, що включала тексти, виконані різними почерками, вживаними в Османській імперії; російсько-турецького словника, складеного на високому лексикографічному рівні (містив переклад понад 6700 російських слів). У тому ж році вчений опублікував статтю «Пояснення російських слів, подібних зі словами східних мов», присвяченої і понині актуальній темі — методиці вивчення орієнталізму в російському словнику. У 1865 році вчений видав велику роботу з історії релігій Ірану: «Баб і бабідов: релігійно-політичні смути в Персії в 1844–1852 роках». У передмові до цієї книги автор, всупереч поширеній у той час думці, стверджував, що іслам «не може бути перепоною цивілізації», підкріплюючи це тим фактом, що «у часи Аббасидів вся просвіта греків була перенесена до столиці ісламу» (тобто в Багдад), звідки пізніше «всі галузі наук і мистецтв», що розвинулися на новій основі в Арабському халіфаті, були різними шляхами «повідомлені Європі».
У 1868 році Казем-Бек запропонував Факультету детальний план вивчення Туркестану. Згідно з цим планом передбачалося зібрати й видати з перекладами відомості арабських географів про Туркестан в епоху його найбільшого економічного процвітання; протягом декількох років відрядити в Середню Азію на час літніх канікул молодих сходознавців під керівництвом досвідченого професора для вивчення пам'яток старовини, середньовічних рукописів та збору лінгвістичного, етнографічного, нумізматичного і епіграфічного матеріалу. Казем-Бек енергійно взявся до втілення в життя свого плану. У 1869 році він відбув у закордонне відрядження, маючи намір вивчити рукописи ал-Макдісі (Х ст.) з метою подальшої публікації. Хвороба і смерть не дозволили вченому здійснити цей намір. Академік В. В. Бартольд зазначав, що «робота, намічена Казем-Беком, і в даний час виконана далеко не цілком». Ці слова російського сходознавця, сказані в 1909 році, залишаються актуальними і в наші дні.
Мірза Казембек прожив у Петербурзі 21 рік і помер 27 листопада 1870. За час життя в Санкт-Петербурзі він повністю адаптувався до столичного життя. Його дочка Ольга вийшла заміж за сина відомого російського поета Євгена Абрамовича Баратинського.
Унікальність особистості Казем-Бека в тому, що він, поєднуючи в собі східну, мусульманську освіченість з традиціями російської та західноєвропейської науки, був в рівній мірі вченим-орієнталістом світового рівня і талановитим, далекоглядним організатором сходознавства в Росії.

## Головні праці Казембека
- Ассеб ос-сейяр, или Семь планет, содержащий историю крымских ханов, Казань, Изд. М. Казембек, 1832
- Грамматика турецко-татарского языка. Казань, 1839
- Исследование об уйгурах. — Журнал Министерства Народного Просвещения. 1841, ч. XXXI
- Мюхтесерул-вигкает, или сокращённый вигкает. Курс мусульманского законоведения. Казань, 1845
- Объяснение русских слов, сходных со словами восточных языков. — Известия II отделения Императорской Академии Наук. 1852
- Полный конкорданс Корана, или ключ ко всем словам и выражениям его текстов, для руководства к исследованию религиозных, юридических, исторических и литературных начал сей книги. СПб., 1859
- Мюридизм и Шамиль. — Русское Слово. 1859, № 12
- История ислама. Обозрение Востока в политическом отношении перед появлением Мухаммада. — Русское Слово. 1860, № 2, 5
- Баб и бабиды. Религиозно-политические смуты в Персии. СПб., 1865
- Observations sur un chapitre inconnu du Coran publie par M. Garcin du Tassy. — Journal Asiatique, December, 1843
- Derbend-nameh or the History of Derbend (Санкт-Петербург, 1850);

## Нагороди
- 1839 — Демидівська премія Академії Наук Російської імперії за публікацію книги «Граматика Турецько-Татарської мови».
- 1850 — Демидівська премія Академії Наук Російської імперії за книгу англійською мовою «Дербент-Наме».
- 1855 — Демидівська премія Академії Наук Російської імперії за книгу «Навчальні посібники для тимчасового курсу турецької мови в  Імператорській Військовій Академії».